# Мандал (сомон)
Мандал (монг. Мандал) — сомон Селенгійського аймаку, Монголія.
Територія 4843 км², населення 4,2 тис. осіб. Центр — селище Мандал, що лежить на відстані 220 км від Сухе-Батора, 170 км від Улан-Батора та за 6 км від м. Зуунхараа.
Через сомон проходить залізниця. Багатий на природні ресурси та тваринний світ. За 30 км від центру сомону є родовище золота «Бороо Голд». М'який клімат, розвинуте землеробство. Є школа, лікарня, культурний та торговельно-обслуговуючий центри, численні ферми та цехи, електростанція.